# المپیاد ریاضی ایالات متحده آمریکا
المپیاد ریاضی ایالات متحده آمریکا یک رقابت ریاضیاتی دبیرستانی شدیداً گزینشی است که هر ساله در ایالات متحده آمریکا برگزار می‌شود. این المپیاد از زمان آغاز در سال ۱۹۷۲، به عنوان دور نهایی رشته رقابت‌های رقابت‌های ریاضی آمریکا برگزار شده‌است. قبولی در المپیاد ریاضی نوجوانان ایالات متحده آمریکا یکی از عالی‌ترین جوایز برای دانش آموزان دبیرستانی در آمریکاست، و از بین ۳۵۰۰۰۰ دانش آموز شرکت‌کننده فقط ۲۶۴ نفر در سال ۲۰۱۳ در آن قبول شدند. نفرات برتر این المپیاد در برنامه تابستانی المپیاد ریاضی برای نمایندگی آمریکا در المپیاد جهانی ریاضی شرکت می‌کنند.

## شرایط
شرکت کنندگان در این المپیاد باید تبعه یا مقیم دائم آمریکا یا کانادا باشند. تنها مقیمان دائم و شهروندان آمریکا می‌توانند به عضویت در تیم آمریکا در المپیاد جهانی ریاضی دربیایند.